# Przegląd Sportowy

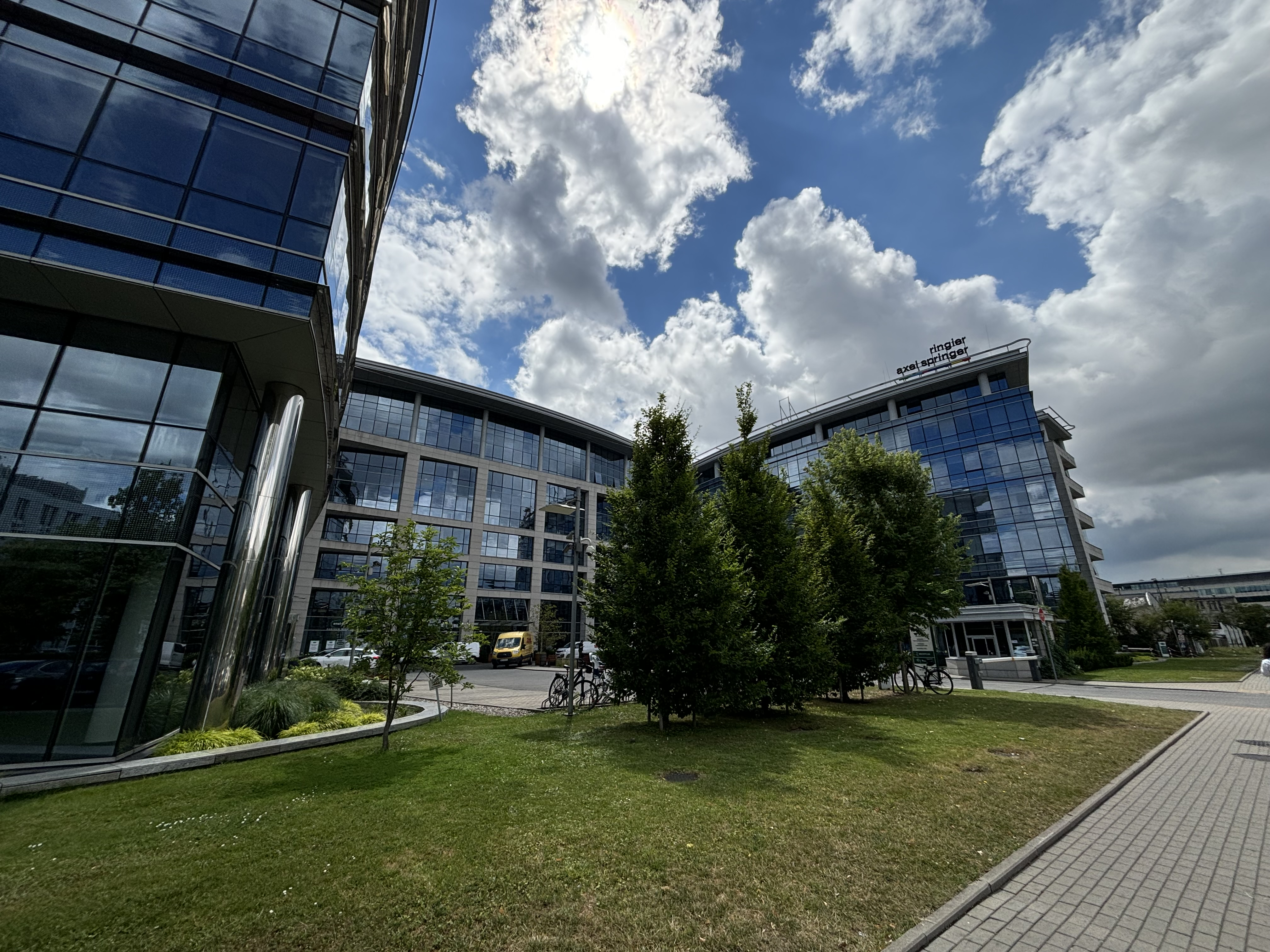
Siedziba Przeglądu Sportowego w Warszawie znajduje się w budynku Ringier Axel Springer Polska przy ulicy Domaniewskiej 49; 02-672 Warszawa

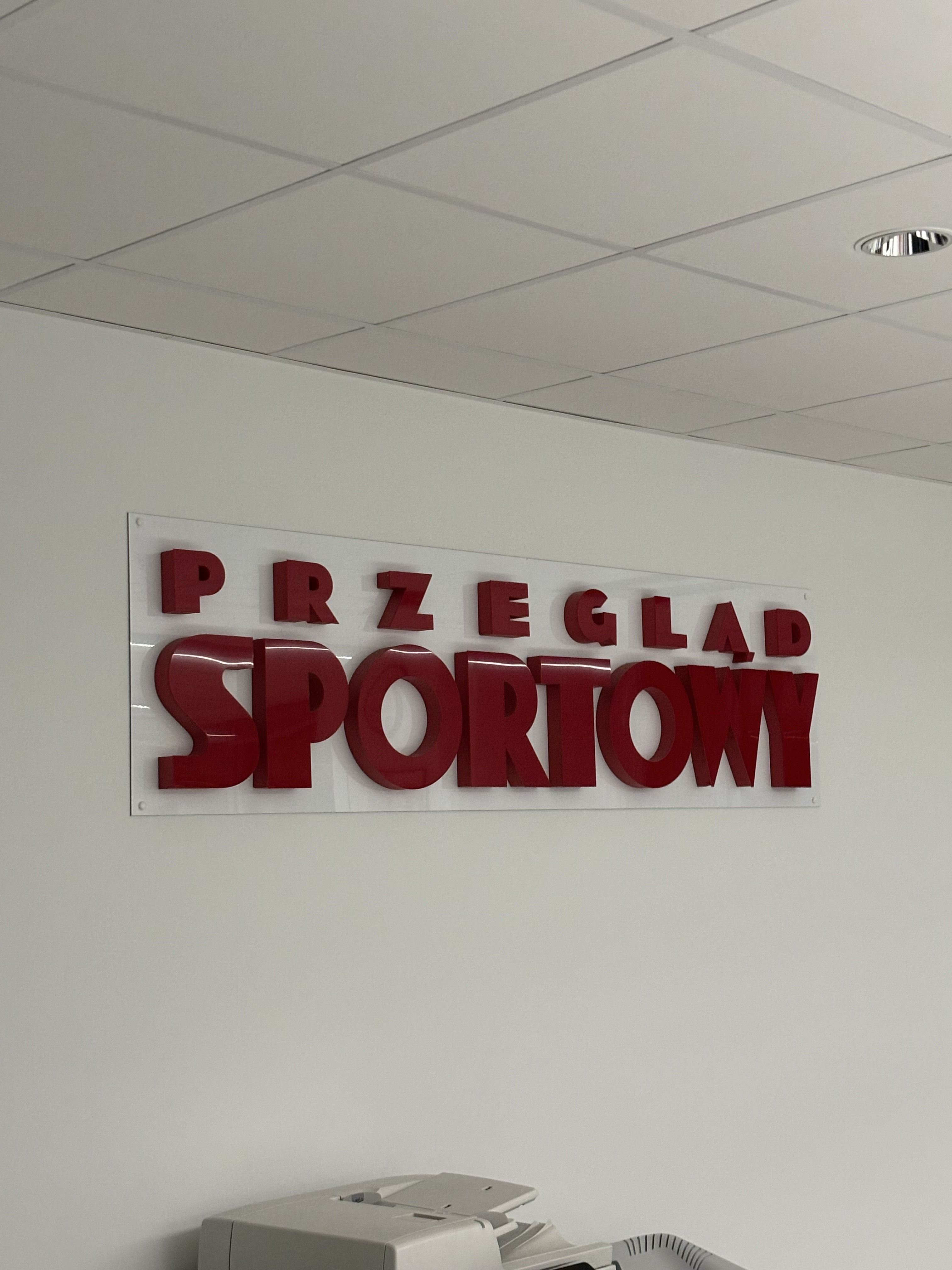
Wnętrze siedziby Przeglądu Sportowego

Przegląd Sportowy (Przegląd Sportowy Onet) –  serwis sportowy oraz najstarszy polski dziennik sportowy, założony w 1921 roku w Krakowie. Pierwotnie wydawany jako tygodnik, po raz pierwszy ukazał się w sobotę 21 maja 1921 roku. Od ponad stu lat „Przegląd Sportowy” dostarcza informacji o wydarzeniach sportowych w Polsce i na świecie.
Właścicielem dziennika oraz powiązanego z nim serwisu internetowego jest Grupa Ringier Axel Springer Polska należąca do Axel Springer SE i Ringier AG.

## Kluczowe produkty

### Plebiscyt „Przeglądu Sportowego”
Plebiscyt organizowany od 1926 roku, to drugi najstarszy tego typu konkurs na świecie. Użytkownicy oddają głosy na szczególnie cenionych zawodników, którzy rywalizują o tytuł Sportowca Roku.  

### Ikony sportu
Cykl wywiadów z największymi, najbardziej rozpoznawalnymi sportowcami w historii. 

### Cykliczne formaty specjalne
Redakcja tworzy regularne serie z okazji znaczących wydarzeń sportowych, takich jak:
- Misja Pekin – dedykowana Zimowym Igrzyskom Olimpijskim w Pekinie 2022[6]
- Ikony Mundialu – cykl związany z historią piłkarskich mistrzostw świata[7]
- Misja Katar – format przygotowany na Mistrzostwa Świata w Piłce Nożnej 2022[8].

### Cykliczne dodatki
Oprócz wydania codziennego, wraz z „Przeglądem Sportowym” cyklicznie ukazują się dodatki:
- „Ligowy Weekend” (od września 2013 roku) – 16 stron, zwykle w piątek podczas trwania ligowego sezonu piłkarskiego. Zawiera zapowiedzi wszystkich meczów piłkarskiej ekstraklasy[9].
- „Przegląd Sportowy Historia” (od października 2018 roku) – 12 stron, zawsze w piątek. Zawiera teksty dotyczące największych wydarzeń i postaci w historii polskiego sportu. Treści poparte są odniesieniami do starych wydań „Przeglądu Sportowego”[10].
- Od 30 czerwca 2017 roku ukazywał się także dodatek „Przegląd Sportowy Reportaż”. Dodatek ten nie jest już dostępny[11].

### Wideo i podcasty
- Misja Sport – Program prowadzony przez dziennikarzy Aldonę Marciniak i Łukasza Kadziewicza, w którym goście reprezentujący różne dyscypliny sportowe dzielą się swoimi doświadczeniami i przemyśleniami[12].
- Sport & Pieniądze – To cykl wideo poświęcony finansowym ciekawostkom i intrygującym aspektom związanym ze światem sportu[13].
- Przegląd ligowy – Radosław Majdan, Jarosław Koliński i Łukasz Olkowicz, wraz z zaproszonymi gośćmi, omawiają najważniejsze i najbardziej interesujące wydarzenia ze świata piłki nożnej[14].
- Misja Futbol – Program, w którym dziennikarze sportowi – Dariusz Szpakowski, Mateusz Święcicki, Łukasz Wiśniowski i Łukasz Olkowicz – analizują i komentują najważniejsze wydarzenia futbolowe mijającego tygodnia[15].
- W cieniu sportu – Podcast prowadzony przez Łukasza Kadziewicza, dziennikarza Przeglądu Sportowego Onet, byłego reprezentanta Polski w siatkówce oraz wicemistrza świata z 2006 roku[16].
- Podcast Izabeli Koprowiak i Piotra Żelaznego – Podcast piłkarski, który podsumowuje najważniejsze wydarzenia zarówno z polskich, jak i światowych boisk[17].
- Prześwietlenie – Cykl prowadzony przez Łukasza Olkowicza, w którym przeprowadza rozmowy z osobami zawodowo związanymi z piłką nożną, odkrywając kulisy ich pracy i pasji[18].
- Znamy się z żużla! – Podcast prowadzony przez Kamila Tureckiego, w którym rozmawia z żużlowcami, mechanikami, menadżerami, trenerami, prezesami klubów, byłymi zawodnikami oraz innymi osobami zaangażowanymi w tworzenie środowiska ligi żużlowej w Polsce[19].

## Historia

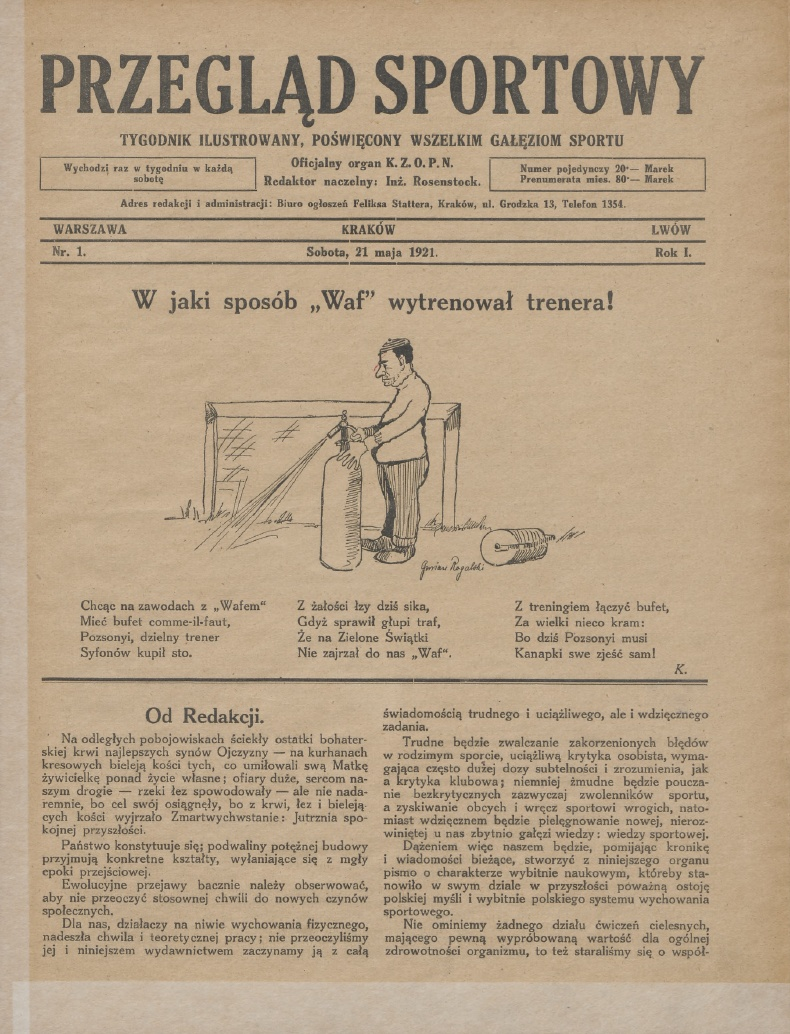
Pierwsza strona Przeglądu Sportowego z 21 maja 1921

„Przegląd Sportowy” został założony w 1921 roku i jest jedną z najstarszych gazet sportowych w Europie. Pomysłodawcami pisma była grupa krakowskich działaczy sportowych: Ignacy Rosenstock, J. Billig, Aleksander Dembiński, Józef Szkolnikowski, Leon Gleissner oraz Tadeusz Synowiec. Pierwszym redaktorem naczelnym został Ignacy Rosenstock, który pełnił tę funkcję do listopada 1921 roku.
W winiecie pierwszego numeru znajdowała się informacja, że „Przegląd Sportowy” jest organem krakowskiego Okręgowego Związku Piłki Nożnej. Od 23 lipca 1921 roku gazeta stała się oficjalnym organem Polskiego Związku Piłki Nożnej oraz czterech okręgowych związków piłkarskich: krakowskiego, warszawskiego, łódzkiego i lwowskiego. W 1922 roku „Przegląd Sportowy” został oficjalnym organem  Polskiego Związku Narciarskiego,  Polskiego Związku Tenisowego. W 1923 roku „Przegląd Sportowy” został także oficjalnym organem Polskiego Związku Lekkiej Atletyki.
Od 6 stycznia 1922 roku, począwszy od pierwszego numeru, gazeta była wydawana w piątki, a z czasem także w inne dni tygodnia.
W 1925 roku „Przegląd Sportowy” przeszedł na własność wydawnictwa „Gebethner i Wolff”, co wiązało się z przeniesieniem redakcji z Krakowa do Warszawy. W tym czasie funkcję redaktora naczelnego objął Kazimierz Wierzyński, poeta i laureat złotego medalu w konkursie literackim na Igrzyskach Olimpijskich w Amsterdamie w 1928 roku.
Od 1926 dziennikarze gazety regularnie organizują plebiscyt na najlepszego polskiego sportowca roku.
Redakcja „Przeglądu Sportowego” wspólnie z działaczami Warszawskiego Towarzystwa Cyklistów zorganizowała 7 września 1928 roku pierwszy wyścig Tour de Pologne, wówczas znany jako „I Bieg Kolarski Dookoła Polski”. Wyścig odbywał się w dniach 7–16 września na trasie liczącej 1491 kilometrów, podzielonej na osiem etapów. Do rywalizacji przystąpiło 71 kolarzy, z czego 43 dotarło do mety w Warszawie. Zwycięzcą został Feliks Więcek.
Od 1929 roku gazeta zaczęła ukazywać się dwa razy w tygodniu. Siedziba redakcji i drukarnia „Przeglądu Sportowego” znajdowały się w Domu Prasy przy ul. Marszałkowskiej 3/5.
Aleksander Reksza-Kakietek zadebiutował na łamach „Przeglądu Sportowego” 1 lipca 1930 roku, publikując wiersz zatytułowany Wielki Georges. Utwór poświęcony był Georges’owi Carpentierowi, bokserowi-dżentelmenowi, mistrzowi Europy wszechwag oraz mistrzowi świata wagi ciężkiej. Wiersz został zakwalifikowany do druku przez ówczesnego redaktora naczelnego, Kazimierza Wierzyńskiego, który w 1928 roku na IX Igrzyskach Olimpijskich w Amsterdamie zdobył złoty medal w konkursie literatury za tom poezji "Laur olimpijski".
W 1939 roku „Przegląd Sportowy” ukazywał się dwa razy w tygodniu w Warszawie, licząc zazwyczaj sześć bogato ilustrowanych stron. Czasopismo odgrywało ważną rolę jako informator i propagator sportu, szczególnie promując aktywność fizyczną kobiet. Na jego łamach relacjonowano popularne dyscypliny, takie jak lekkoatletyka, gry zespołowe i łucznictwo. Wśród opisywanych sukcesów znalazło się m.in. zdobycie przez Janinę Kurkowską-Spychajową tytułu mistrzyni świata w łucznictwie podczas zawodów w Oslo.
Redakcja relacjonowała krajowe i międzynarodowe zawody sportowe oraz podejmowała tematy dotyczące organizacji sportu w Polsce. W ciągu roku wydano 70 numerów, co czyniło „Przegląd Sportowy” jednym z kluczowych czasopism sportowych w Polsce tuż przed wybuchem II wojny światowej.
W czasie II wojny światowej w obozach jenieckich Oflag II B Arnswalde oraz II D Gross Born Zygmunt Weiss tworzył czasopismo o tej samej nazwie. Informował w nim o przebiegu obozowej rywalizacji sportowej, dzięki czemu „Przegląd Sportowy” bywa nazywany jedynym polskim czasopismem powstającym bez wojennej przerwy.
Pierwszy numer powojenny ukazał się w Łodzi 12 lipca 1945. Opracowaniem zajął się Wiesław Kaczmarek, wspierany przez Tadeusza Maliszewskiego, Kazimierza Gryżewskiego oraz Wacława Fajge. Od czerwca 1946 redakcja ponownie znalazła się w Warszawie.
Od 1957 roku na łamach „Przeglądu Sportowego” zaczął ukazywać się piłkarski Skarb Kibica najwyższej klasy rozgrywkowej w Polsce.
W stanie wojennym pismo zostało zawieszone (podobnie jak większość prasy) do 1 marca 1982 roku.
Pierwsze kolorowe wydanie gazety ukazało się 24 lipca 1992 roku, z okazji rozpoczęcia Igrzysk Olimpijskich w Barcelonie.
Do 1971 roku gazeta była wydawana cztery razy w tygodniu, a później zwiększono częstotliwość do pięciu wydań tygodniowo. Do końca marca 2000 roku „Przegląd Sportowy” ukazywał się pięć razy w tygodniu (od poniedziałku do piątku), zaś od 1 kwietnia 2000 – sześć razy (dodatkowo w soboty w tzw. wydaniu weekendowym sobotnio–niedzielnym). Praktyka ta trwała przez kolejne 22 lata.
6 października 2000 roku wydano pierwszy numer piątkowego dodatku „Magazynu Sportowego”. Obecnie wydawany w Warszawie – do 2 listopada 2007 przez Marquard Media Polska Sp. z o.o., a od 3 listopada 2007 przez Axel Springer Polska.
Po połączeniu się z krakowskim dziennikiem „Tempo” (a następnie całkowitej likwidacji krakowskiej redakcji) co piątek ukazywał się wraz z „Magazynem Sportowym” z dopiskiem „Tempo”, jako jego dodatek ze zmienioną formułą (od 12 września 2008).
W 2022 roku zawartość „Przeglądu Sportowego” została włączona do subskrypcyjnej oferty Onet Premium. Uruchomiono również platformę Przegląd Sportowy Onet, integrującą materiały z Onet Sport oraz Przegladsportowy.pl. W lipcu 2022 dziennik przestał ukazywać się regularnie w soboty. W październiku 2022 wydawca dziennika podjął decyzję o ograniczeniu wydawania gazety od stycznia 2023 do poniedziałku i piątku.
Od 2024 ukazują się dodatkowo „Przegląd Sportowy Wtorek”, „Przegląd Sportowy Środa” i „Przegląd Sportowy Czwartek”. Są to magazyny ukazujące się okazjonalnie przy okazji ważnych wydarzeń sportowych w konkretne dni tygodnia (zgodnie z tytułem). Pierwsze numery były poświęcone XXXIII Letnim Igrzyskom Olimpijskim w Paryżu we Francji w 2024 roku.

## Redakcja
- Ignacy Rosenstock (1921)[39]
- Ferdynand Goetel (1922–1926)[39]
- Kazimierz Wierzyński (10 lipca 1926 – 5 grudnia 1930)[39]: jeden z głównych członków grupy poetyckiej Skamander oraz Ferdynand Goetel, pisarz, prezes Polskiego PEN Clubu.
- Marian Strzelecki (1931–1939)[39]
- Tadeusz Maliszewski (1945–1950)[39]
- Edward Wacław Trojanowski (1950–1951)[39]
- Edward Strzelecki (1951–1969)[39]
- Andrzej Jucewicz (1970–1977)[39]
- Łukasz Jedlewski (1977–1990)[39]
- Maciej Polkowski (1990 – 30 września 1994)[39]
- Piotr Górski (1 października 1994 – 2003)[40][39]
- Roman Kołtoń (2004 – 2 października 2007)[41]
- Jacek Adamczyk (3 października 2007 – 2008)[41]
- Tomasz Kontek (jako redaktor zarządzający) (2008)[42]
- Marcin Kalita (2008–2013)[41]
- Michał Pol (2013–2017)[41]
- Przemysław Rudzki (2017–2019)[43]
- Paweł Wołosik (od 2019)[22][43][44]
- Maciej Petruczenko w 2021 roku został honorowym redaktorem naczelnym[45].
- Jacek Stańczyk (2022–2024)[46]
- Kamil Wolnicki – redaktor naczelny Przeglądu Sportowego Onet (od 2024)[47]

## Nagrody i członkostwa
W 2021 roku Tomasz Markowski zdobył trzecią nagrodę w kategorii „Sport - zdjęcie pojedyncze” w konkursie World Press Photo za fotografię uwieczniającą wypadek na mecie pierwszego etapu Tour de Pologne, który odbył się w Katowicach w sierpniu 2020 roku. 

## Partnerstwa
Przegląd Sportowy Onet został głównym partnerem medialnym Drift Masters European Championship, a także Polskiej Ligi Esportowej. 

## Dziennikarze
Poza kolejnymi redaktorami naczelnymi z „Przeglądem Sportowym” związani byli m.in. Grzegorz Aleksandrowicz (1953–1975), Krzysztof Blauth (1976–1992), Zbigniew Cendrowski (1946–1974), Lech Cergowski (1949–1986), Adam Choynowski (1960–1989), Emanuela Cunge (1945–1961), Krzysztof Dąbrowski (1979–2002), Witold Domański (1956–1975), Witold Domański jr. (1974–1996), Jan Erdman (1928–1939), Zygmunt Głuszek (1952–1970), Jerzy Grabowski (1925–1935), Kazimierz Gryżewski (1936–1953), Jerzy Jabrzemski (1937–1939 i 1970–1978), Jerzy Jankiewicz (1970–1993), Halina Jankowska–Niepokojczycka (1952–1971), Aleksandra Korolkiewicz (1962–1981), Jerzy Lechowski (1953–1970), Marian Matzenauer (1959–1982), Janusz Nowożeniuk (1952–1955 i 1958–2003), Stanisław Rothert (1926–1939), Mirosław Skurzewski (1971–?), Krzysztof Stanowski, Witold Szeremeta (1949–1970), Janusz Szewiński (1973–1992), Mieczysław Szymkowski (1956–1976?), Mieczysław Świderski (1958–1995), Zygmunt Weiss (1947–1970), Jan Wojdyga (1952–1992), Jerzy Zmarzlik (1951–1980), Tomasz Jaroński, Karol Stopa, Tomasz Wołek, Sebastian Parfjanowicz, Rafał Nahorny, Janusz Basałaj, Adam Godlewski i Grzegorz Krzemiński, Tomasz Ćwiąkała.

## Średnia sprzedaż
| Rok  | Liczba egz.                |
| ---- | -------------------------- |
| 2005 | 77 656                     |
| 2010 | 50 904                     |
| 2015 | 30 890                     |
| 2020 | 15 171                     |
| 2023 | 16 701 (w tym 1160 e-wyd.) |